# Ноллекенс, Джозеф
 Джозеф Ноллекенс  (англ. Joseph Nollekens, 11 августа 1737, Лондон — 23 апреля 1823, Лондон) — британский скульптор, представитель английского неоклассицизма.

## Биография
Джозеф был вторым сыном фламандского живописца Йозефа (Жозефа) Франса Ноллекенса (1702—1748), католика, который переехал из Антверпена в Лондон в 1733 году.
Ноллекенсу было одиннадцать, когда умер его отец, а когда его мать вышла замуж во второй раз, его образованием в значительной степени пренебрегли. Однако он всегда хотел быть художником. В Лондоне он брал первые уроки у скульптора Питера Шимейкерса, также иммигранта из Фландрии. В 1759 и 1760 годах выплаты Общества искусств (в те годы Society for the Encouragement of Arts, Manufactures and Commerce) вместе с его собственными сбережениями позволили ему поехать в Рим.
В Риме в 1760—1770 годах Ноллекенс трудился в качестве торговца антиквариатом, реставратора и скульптора-копииста. В 1759 и 1760 годах выигрывал премию Общества искусств. Вернувшись в Лондон в 1770 году, работал мастером бюстов и памятников. Именно благодаря портретным бюстам он стал известным и одним из самых модных скульпторов-портретистов в Великобритании. Скульптурные бюсты считают почти такими же популярными, как светские живописные портреты сэра Джошуа Рейнольдса.
В 1772 году Ноллекенс был избран членом Королевской академии художеств в Лондоне. Его произведения имели огромный успех, стиль оставался неоклассическим, но не свободным от внешних влияний, например рисовальщика Джона Флаксмана.
Ноллекенс пользовался покровительством английского короля Георга III и впоследствии создал ряд портретов высокопоставленных особ, в том числе самого Георга III, Уильяма Питта Младшего, Чарльза Джеймса Фокса, герцога Бедфордского, Чарльза Ватсона-Вентворта, принца и принцессы Уэльских, герцога и герцогини Йоркских. Он также успешно портретировал знаменитых писателей и художников своего времени.
Для Чарльза Таунли, известного мецената и коллекционера, он отреставрировал маленькую статую Венеры, добавив ей руки. Скульптура теперь находится в Британском музее в Лондоне. Фигуру Меркурия, выставленную в Королевской академии художеств в 1783 году, известный писатель и коллекционер Хорас Уолпол описывал как «лучшее произведение на всей выставке».
В последние годы жизни Джозеф Ноллекенс был частично парализован и находился в состоянии старческого слабоумия, он был окружен иждивенцами, которые надеялись поделить его значительное состояние. После смерти жены в 1817 году его домом управляла старая служанка, известная как «Чёрная Бет», но прозванная его учениками «Бронзовой» из-за темноты кожи. Ноллекенс умер в своем доме на Мортимер-стрит, 44 в Лондоне 23 апреля 1823 года и был похоронен в приходской церкви Паддингтон. Он всю жизнь оставался членом Римской церкви, но не был особенно ревностным католиком. На его доме установлена мемориальная доска.
Большую часть своего денежного состояния (около 200 000 фунтов стерлингов) после вычета множества мелких наследств он оставил Фрэнсису Расселу Палмеру, Фрэнсису Дусе и преподобному Томасу Керриху. Уильям Бичи и Джон Томас Смит, впоследствии хранитель гравюр Британского музея, бывший ученик, ставший биографом своего учителя, были назначены исполнителями, каждый из которых получил в наследство 100 фунтов стерлингов. Его коллекция антиквариата, бюстов и скульптурных моделей по его указанию была продана Кристи на Мортимер-стрит 3 июля 1823 года.
Джон Томас Смит в книге «Ноллекенс и его времена» (Лондон, 1828; 1920) дал едкую сатиру на богатого и скупого скульптора-мизантропа. Американский поэт Рэндалл Джаррелл почтил память скульптора в поэме «Ноллекенс», опубликованной в 1956 году в сборнике «Избранные стихотворения».
У Джозефа Ноллекенса с 1770 года в Риме учился русский скульптор-портретист Ф. И. Шубин. Ещё один художник семьи — брат Жозефа Ноллекенса (отца) — Ян Ноллекенс (1695—1783) был живописцем стиля рококо, с 1731 года работал в Париже.

## Галерея

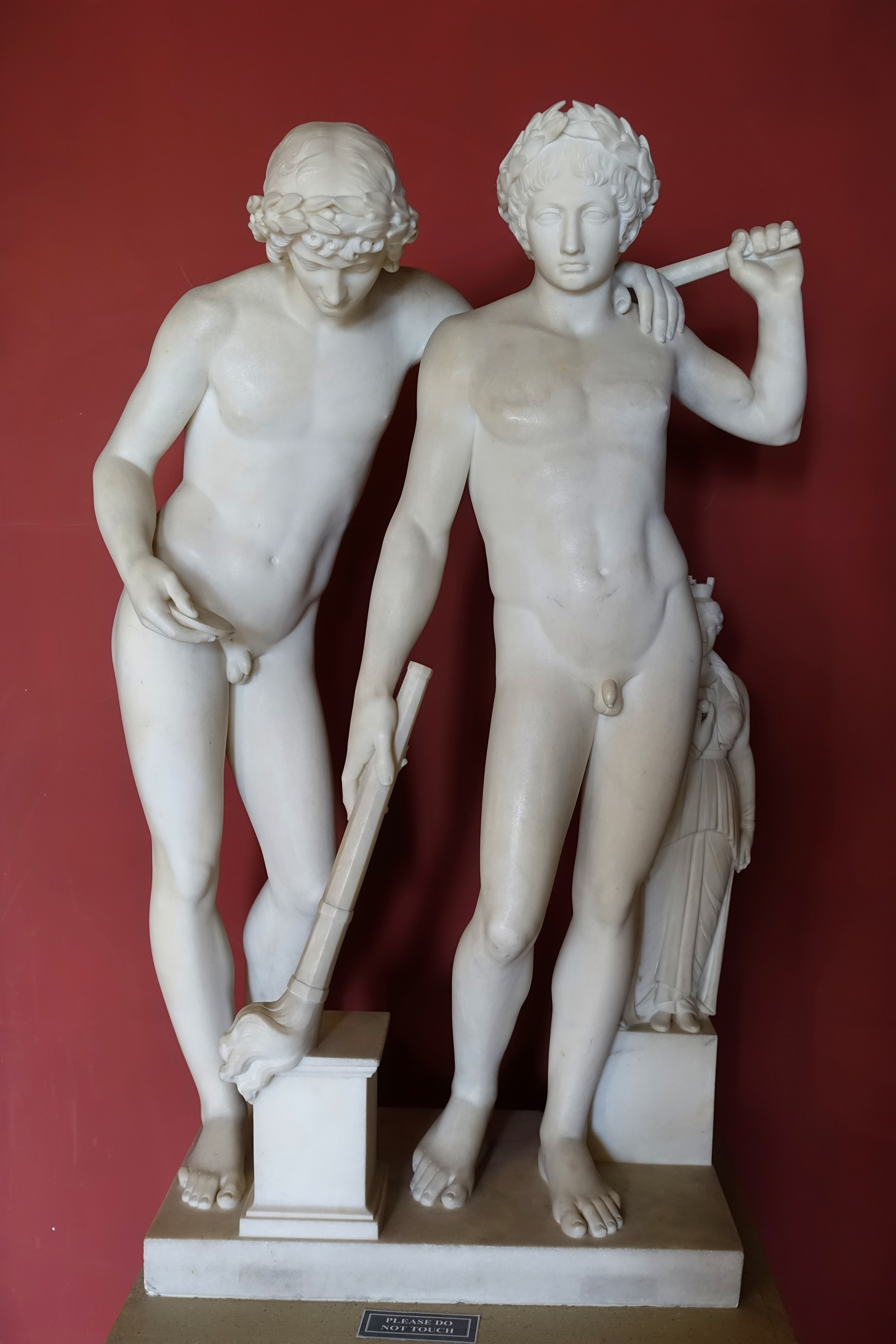
Кастор и Поллукс. 1767-1823. Мрамор. Шагборо Холл, Стаффордшир
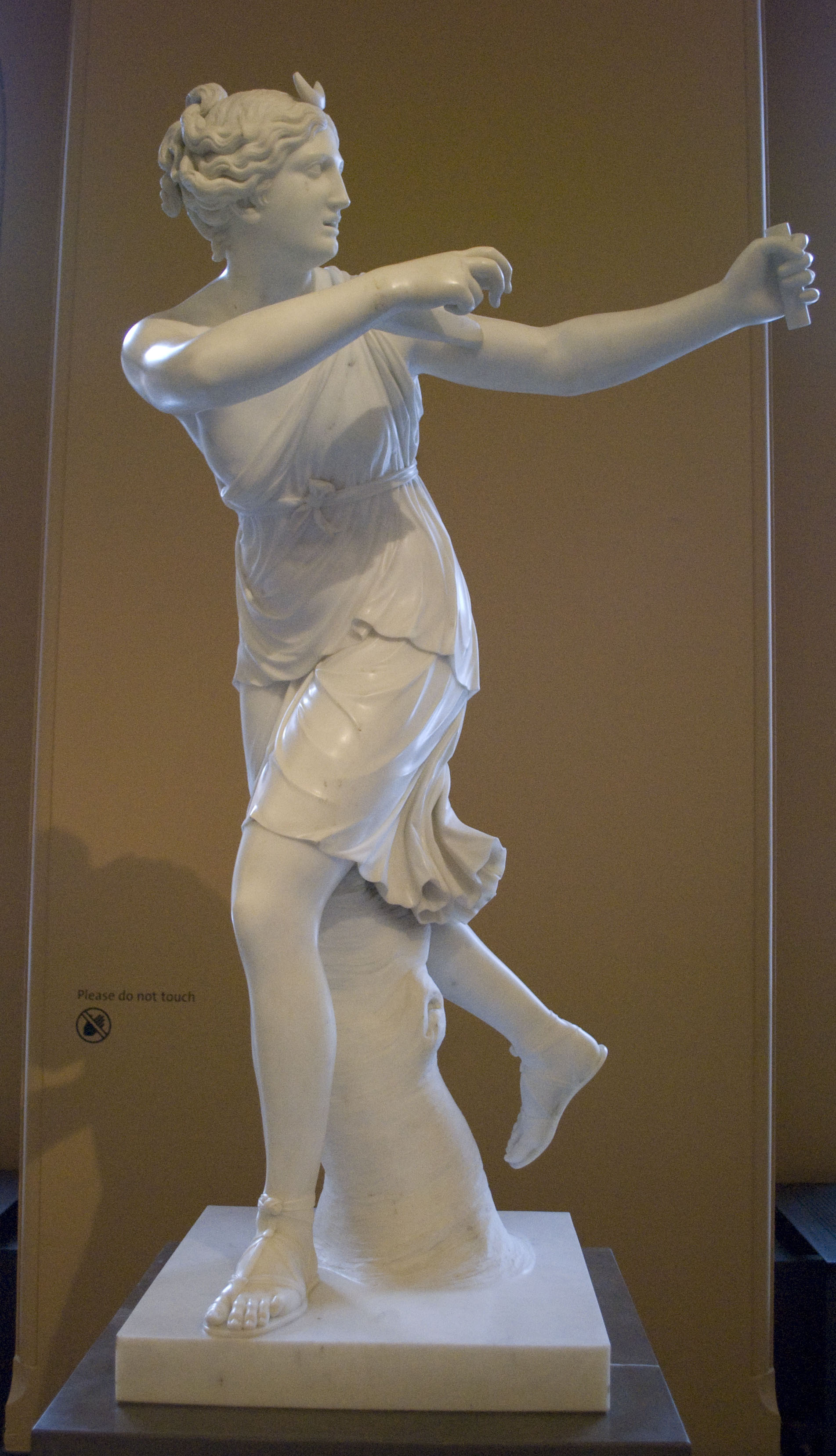
Диана-Охотница. 1778. Мрамор. Музей Виктории и Альберта, Лондон
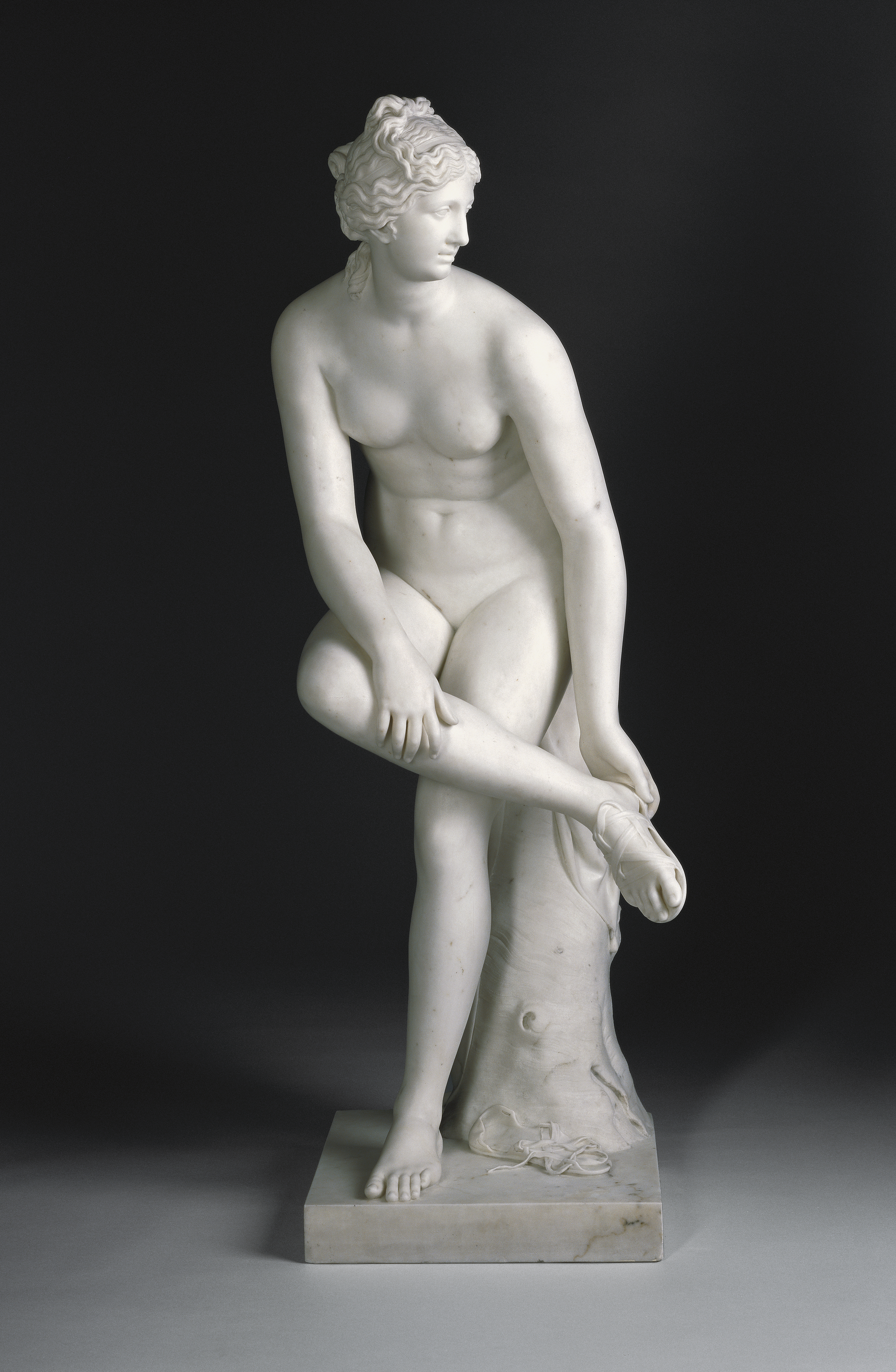
Венера. 1773. Мрамор. Коллекция Пола Гетти
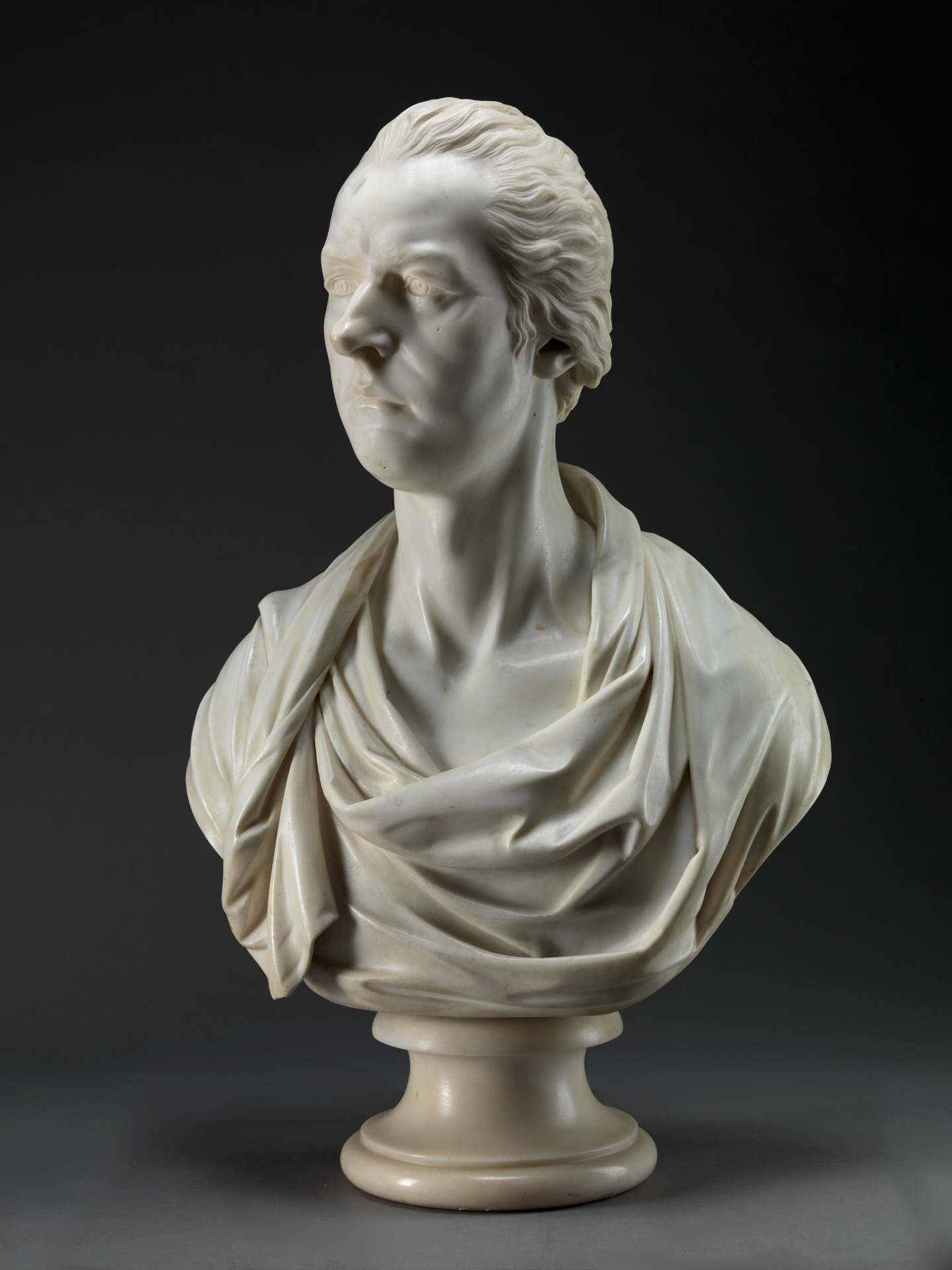
Портрет У. Питта. 1807. Мрамор. Йельский университет, Нью-Хэйвен, Коннектикут
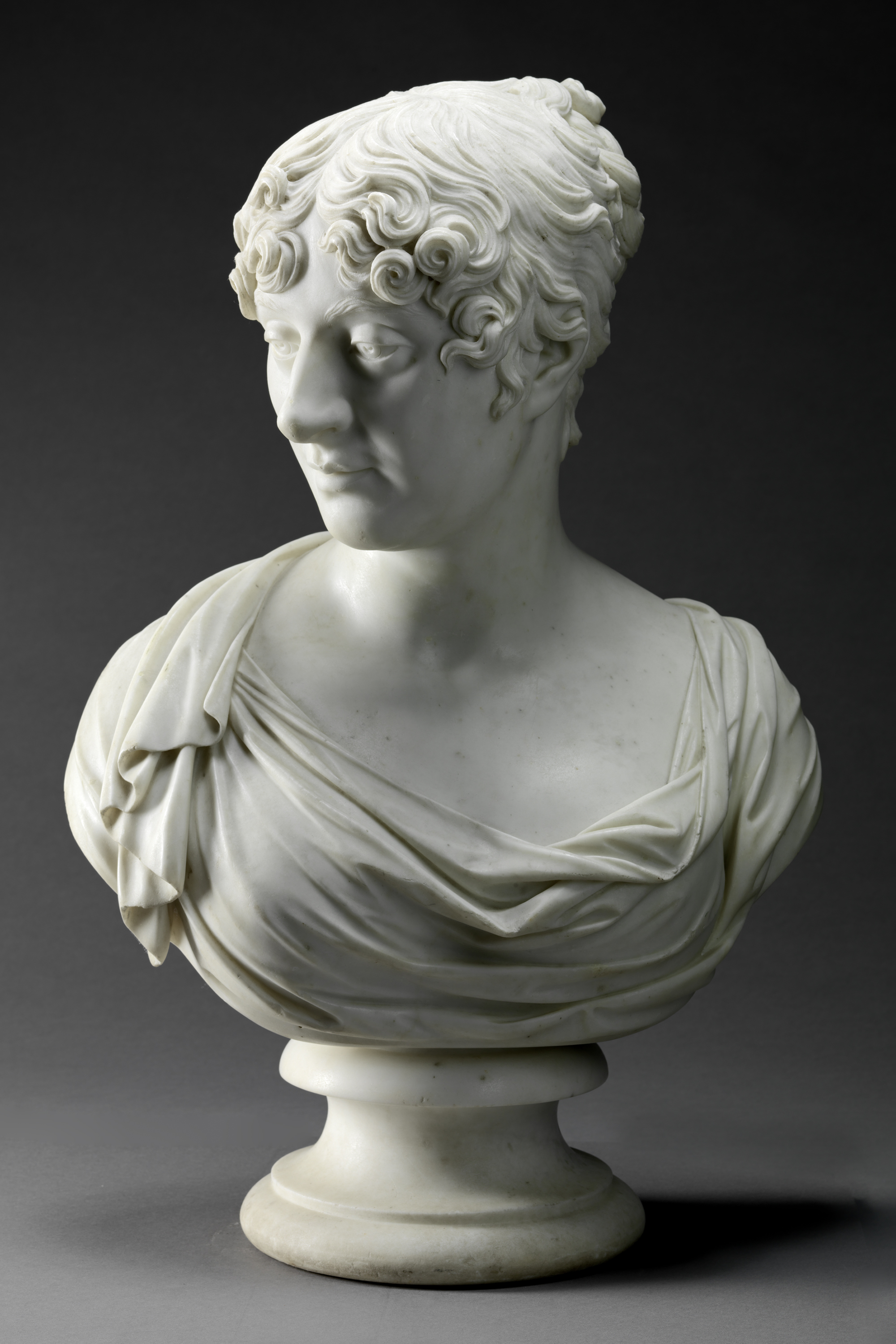
Портрет Шарлотты, 4-й герцогини Ричмондской. Мрамор. Коллекция П. Меллона
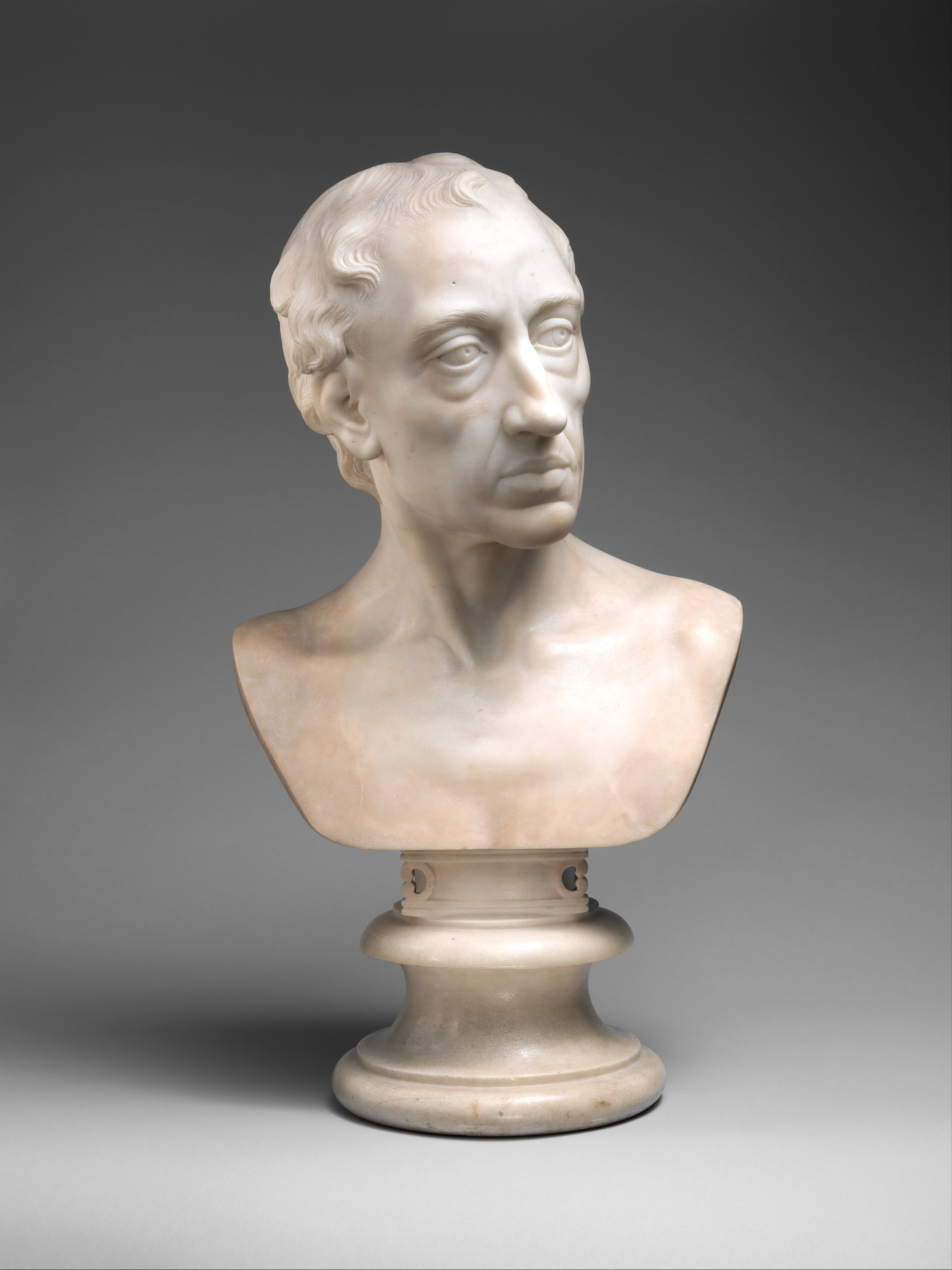
Александр Поуп. Мрамор. 1780-е гг. Музей Метрополитен, Нью-Йорк